# Angiome caverneux
L’angiome caverneux aussi dénommé « Malformation caverneuse cérébrale » ou « cavernome cérébral » est une malformation vasculaire localisée essentiellement dans le cerveau.

## Épidémiologie
Cette anomalie est retrouvée dans 0,5 % de la population générale. Ils sont présents chez environ quatre sujets sur 1 000 (souvent asymptomatiques),. Les formes familiales représentes 15 % des cas.

## Localisation
Ils sont plus souvent cérébraux mais peuvent être située au niveau de la moelle épinière.

## Anatomopathologie
Ils ont une structure de capillaires avec des cellules endothéliales. Il existe une anomalie des jonctions serrées.

## Causes
On connaît deux formes de cavernomes :
- forme sporadique ;
- forme familiale (15 % des cas environ), avec transmission en mode autosomique dominante, affectant aussi bien l’homme que la femme, qui transmettront le gène muté à environ 50 % de leurs descendants. Le cavernome est alors souvent multiple. L’origine est inconnue, mais trois gènes semblent impliqués, expliquant quatre formes familiales sur cinq[4], sur le bras long du chromosome 7, et sur le bras court du chromosome 7, et sur le bras long du chromosome 3. Le gène en 7q est le gène KRIT1 muté qui produit d'une protéine Krit1 raccourcie ou ne produit plus cette protéine. Les deux autres gènes étant le MGC4607 et le PDCD10. Ces mutations sont également retrouvées dans les formes sporadiques[5].

Ils peuvent également compliquer une radiothérapie cérébrale ayant eu lieu une dizaine d'années avant. Les cavernomes sont alors parfois multiples.

## Symptômes
Cette affection reste la plupart du temps non détectée ou asymptomatique et sont dépistés lors d'un scanner ou d'une IRM cérébrale demandée pour une autre raison.
L'âge d’apparition des symptômes serait souvent autour de 30 ans, mais des cas se manifestent à tout âges. La manifestation la plus courante, permettant de découvrir la maladie, est une crise d'épilepsie. Il existe des céphalées dans un quart des cas.

## Diagnostic
Ce type d’angiome est détecté à l’occasion de convulsions ou d’hémorragies cérébrales, et confirmé par un examen d'imagerie par résonance magnétique du cerveau (IRM cérébrale). L'image est multilobulée, avec parfois un halo d'hyperdensité correspondant aux dépôts d'hémosidérine témoignant d'un saignement ancien.

## Évolution, Pronostic
Le pronostic est variable, selon les symptômes : gravité des convulsions et/ou hémorragies cérébrales. Le risque d'hémorragie est d'environ 1 % par an, augmentant sensiblement si la lésion a déjà saigné. Ce risque est supérieur chez le fumeur et chez le diabétique. Ces hémorragies sont cependant plus limitées que ceux compliquant un anévrysme intracérébral.

## Traitement
Il est d'abord symptomatique : traitement des crises convulsives (anti-épileptiques).
Un traitement neurochirurgical des lésions peut être proposé s’il y a eu hémorragie cérébrale et si cela se justifie, en particulier par des crises épileptiques non maitrisées. Certaines localisations sont, cependant, difficilement accessibles, en particulier lorsqu'ils sont multiples.
La radiothérapie stéréotaxique peut être une option.